# Cheirotonus parryi
Cheirotonus parryi är en skalbaggsart som beskrevs av Gray 1848. Cheirotonus parryi ingår i släktet Cheirotonus och familjen Euchiridae. Inga underarter finns listade i Catalogue of Life.